# Robert Gibb

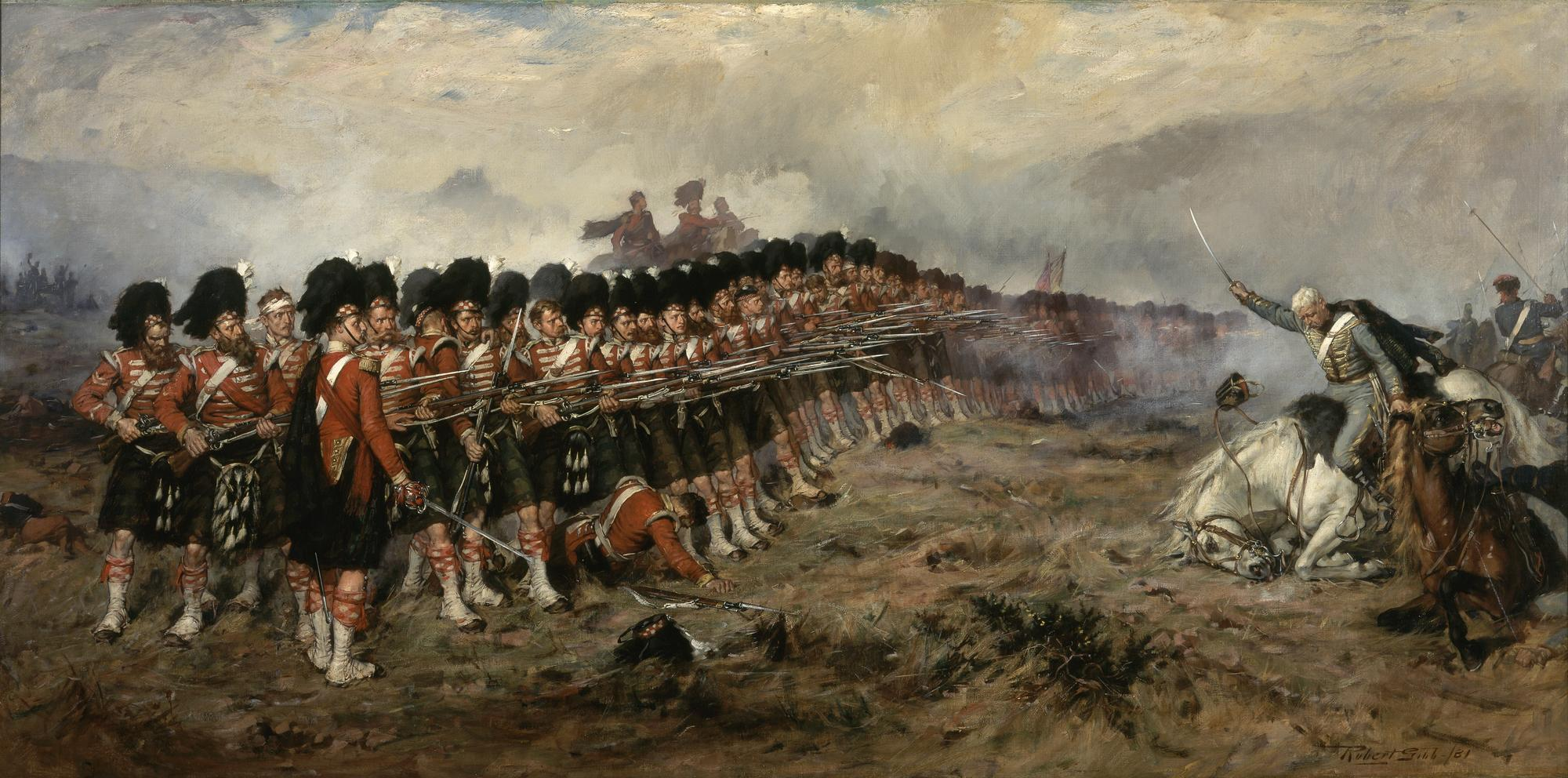
«The Thin Red Line», pintura de Robert Gibb em 1881 sobre a The Thin Red Line.

Robert Gibb RSA (28 de outubro de 1845 – 11 de fevereiro de 1932) foi um pintor escocês, que foi Keeper da National Gallery of Scotland de 1895 a 1907 e Painter and Limner to the King de 1908 até à data da sua morte. 